# Fußballclub Carl Zeiss Jena 1995-1996
Questa voce raccoglie le informazioni riguardanti il Fußballclub Carl Zeiss Jena nelle competizioni ufficiali della stagione 1995-1996.

## Stagione
Nella stagione 1995-1996 il Carl Zeiss Jena, allenato da Eberhard Vogel, concluse il campionato di 2. Bundesliga al 6º posto. In Coppa di Germania il Carl Zeiss Jena fu eliminato al secondo turno dal Chemnitz.

## Rosa
| N. |                       | Ruolo | Calciatore        |
| -- | --------------------- | ----- | ----------------- |
|    | Germania (bandiera)   | P     | Robert Enke       |
|    | Germania (bandiera)   | P     | Mario Neumann     |
|    | Germania (bandiera)   | P     | Jens Weißgärber   |
|    | Germania (bandiera)   | D     | Danny Bach        |
|    | Germania (bandiera)   | D     | Jens-Uwe Penzel   |
|    | Montenegro (bandiera) | D     | Dejan Raičković   |
|    | Germania (bandiera)   | D     | Carsten Sänger    |
|    | Germania (bandiera)   | D     | Matthias Wentzel  |
|    | Germania (bandiera)   | C     | Thoralf Bennert   |
|    | Germania (bandiera)   | C     | Heiko Cramer      |
|    | Germania (bandiera)   | C     | Frank Eschler     |
|    | Germania (bandiera)   | C     | Christian Hauser  |
|    | Germania (bandiera)   | C     | Dirk Hempel       |
|    | Germania (bandiera)   | C     | Olaf Holetschek   |
|    | Germania (bandiera)   | C     | Karsten Hutwelker |

| N. |                                 | Ruolo | Calciatore          |
| -- | ------------------------------- | ----- | ------------------- |
|    | Germania (bandiera)             | C     | Marco Kämpfe        |
|    | Germania (bandiera)             | C     | Jens König          |
|    | Bosnia ed Erzegovina (bandiera) | C     | Miloš Nedić         |
|    | Germania (bandiera)             | C     | Mario Röser         |
|    | Germania (bandiera)             | C     | Mike Sadlo          |
|    | Germania (bandiera)             | C     | Bernd Schneider     |
|    | Lituania (bandiera)             | C     | Gediminas Sugzda    |
|    | Germania (bandiera)             | C     | Torsten Ziegner     |
|    | Germania (bandiera)             | A     | René Deffke         |
|    | Germania (bandiera)             | A     | Thomas Nowacki      |
|    | Germania (bandiera)             | A     | Thomas Vogel        |
|    | Germania (bandiera)             | A     | Heiko Weber         |
|    | Germania (bandiera)             | A     | Matthias Zimmerling |
|    | Germania (bandiera)             | A     | Mark Zimmermann     |

## Organigramma societario
Area tecnica
- Allenatore: Eberhard Vogel
- Allenatore in seconda:
- Preparatore dei portieri:
- Preparatori atletici:

## Calciomercato

### Sessione estiva
| Acquisti | Acquisti            | Acquisti        | Acquisti |
| R.       | Nome                | da              | Modalità |
| -------- | ------------------- | --------------- | -------- |
| C        | Thoralf Bennert     | Union Berlino   |          |
| C        | Brian Bliss         | FSV 06 Kölleda  |          |
| C        | Heiko Cramer        | Rot-Weiß Erfurt |          |
| C        | Karsten Hutwelker   | Wuppertal       |          |
| C        | Jens König          | Sachsen Lipsia  |          |
| D        | Carsten Sänger      | Sachsen Lipsia  |          |
| A        | Matthias Zimmerling | Energie Cottbus |          |

| Cessioni | Cessioni          | Cessioni          | Cessioni |
| R.       | Nome              | a                 | Modalità |
| -------- | ----------------- | ----------------- | -------- |
| A        | Alexandar Bonchev | Slavia Sofia      |          |
| C        | Sasa Dadunashvili | Wacker Nordhausen |          |
| D        | Udo Fankhänel     | Erzgebirge Aue    |          |
| D        | Jens Gerlach      | Waldhof Mannheim  |          |
| P        | Oļegs Karavajevs  | Zwickau           |          |
| A        | Leandro Fonseca   | San Gallo         |          |
| D        | Michael Molata    | Arminia Bielefeld |          |
| D        | Christian Preuße  | Homburg           |          |

### Sessione invernale
| Acquisti | Acquisti    | Acquisti      | Acquisti |
| R.       | Nome        | da            | Modalità |
| -------- | ----------- | ------------- | -------- |
| A        | René Deffke | Union Berlino |          |

| Cessioni | Cessioni    | Cessioni      | Cessioni |
| R.       | Nome        | a             | Modalità |
| -------- | ----------- | ------------- | -------- |
| C        | Brian Bliss | Columbus Crew |          |

## Risultati

### 2. Bundesliga

#### Girone di andata
| Arbitro: | Hufgard |

|                              |           |  |
| Raičković 27’ Zimmerling 58’ | Marcatori |  |

| Arbitro: | Gettke |

|           |           |            |
| Bujan 35’ | Marcatori | 35’ Cramer |

| Arbitro: | Casper |

|  |           |                                    |
|  | Marcatori | 22’ Schmidt 79’ Kovač 84’ Lünsmann |

| Arbitro: | Prengel |

|  |           |                              |
|  | Marcatori | 15’ Schneider 70’ Zimmermann |

| Arbitro: | Friedrichs |

|                |           |  |
| Holetschek 42’ | Marcatori |  |

| Arbitro: | Pohlmann |

|           |           |                |
| Reina 64’ | Marcatori | 45’ Zimmermann |

| Arbitro: | Ertl |

|           |           |           |
| Bliss 17’ | Marcatori | 61’ Reich |

| Arbitro: | Weiner |

|                          |           |  |
| Oberleitner 3’ Simon 90’ | Marcatori |  |

| Arbitro: | Scheuerer |

|               |           |  |
| Akpoborie 53’ | Marcatori |  |

| Arbitro: | Haupt |

|                                                          |           |             |
| Holetschek 7’ Zimmermann 18’ Hutwelker 52’ Schneider 82’ | Marcatori | 45’ Milanko |

| Arbitro: | Dardenne |

|         |           |                       |
| Eck 17’ | Marcatori | 1’ Nedić 6’ Hutwelker |

| Arbitro: | Kemmling |

|                                                                          |           |               |
| Zimmerling 21’, 67’ Hutwelker 32’ Nedić 43’ Holetschek 49’ Raičković 73’ | Marcatori | 69’ Zinnbauer |

| Arbitro: | Fischer |

|                                         |           |               |
| Vana 38’ Marin 66’ Nijhuis 75’ Löbe 85’ | Marcatori | 68’ Hutwelker |

| Arbitro: | Kasper |

|  |           |                                           |
|  | Marcatori | 13’, 84’ Michalke 69’ Peschel 77’ Wałdoch |

| Arbitro: | Wezel |

|            |           |           |
| Babatz 35’ | Marcatori | 47’ Weber |

| Arbitro: | Wack |

|                                        |           |          |
| Zimmermann 17’ König 31’ Schneider 75’ | Marcatori | 61’ Koch |

| Arbitro: | Zerr |

|                        |           |  |
| Hoffmann 3’ Rische 90’ | Marcatori |  |

#### Girone di ritorno
| Arbitro: | Friedrichs |

|                        |           |               |
| Kirsten 12’ Tipold 76’ | Marcatori | 32’ Hutwelker |

| Arbitro: | Prengel |

|                         |           |                       |
| Hutwelker 10’ Weber 79’ | Marcatori | 71’ Conteh 90’ Brasas |

| Arbitro: | Frey |

|                       |           |                                                |
| Kovač 38’ Schmidt 87’ | Marcatori | 50’, 60’ Weber 72’ (aut.) Kovač 78’ Zimmermann |

| Arbitro: | Rüdiger |

|               |           |  |
| Hutwelker 79’ | Marcatori |  |

| Arbitro: | Leimert |

|                                                              |           |  |
| Svinggaard 31’ Akonnor 35’ Lottner 41’, 77’ Beck 44’ Hey 64’ | Marcatori |  |

| Arbitro: | Hilmes |

|                |           |           |
| Zimmermann 14’ | Marcatori | 10’ Marić |

| Arbitro: | Friedrichs |

|              |           |           |
| Dammeier 74’ | Marcatori | 38’ Weber |

| Arbitro: | Schütz |

|               |           |  |
| Hutwelker 33’ | Marcatori |  |

| Jena 19 aprile 1996, ore 19:30 CEST 26ª giornata | Carl Zeiss Jena | 0 – 0 referto | Waldhof Mannheim | Ernst-Abbe-Sportfeld (5 277 spett.)\| Arbitro: \| Hotop \| |
| Arbitro:                                         | Hotop           |               |                  |                                                            |

| Arbitro: | Domurat |

|                        |           |  |
| Gütschow 57’, 79’, 85’ | Marcatori |  |

| Arbitro: | Kemmling |

|                         |           |            |
| Weber 20’ Schneider 76’ | Marcatori | 32’ Walter |

| Arbitro: | Ertl |

|                                         |           |  |
| Lieberknecht 22’ Ziemer 39’ Demandt 76’ | Marcatori |  |

| Arbitro: | Blumenstein |

|                     |           |                                                |
| Zimmermann 22’, 31’ | Marcatori | 12’ (aut.) Schneider 52’ Marin 83’, 89’ Anders |

| Arbitro: | Wezel |

|           |           |               |
| Kracht 8’ | Marcatori | 3’ Holetschek |

| Arbitro: | Wack |

|                                                    |           |             |
| Schneider 7’ Kämpfe 47’ Zimmermann 88’ Bennert 90’ | Marcatori | 48’ Prinzen |

| Arbitro: | Leimert |

|                         |           |            |
| Jurgeleit 35’ Golke 78’ | Marcatori | 26’ Cramer |

| Arbitro: | Hilmes |

|                                             |           |             |
| Schneider 41’ Holetschek 80’ Zimmermann 84’ | Marcatori | 7’ Heidrich |

### Coppa di Germania
| Arbitro: | Hotop |

|               |           |                                           |
| Quedraogo 90’ | Marcatori | 9’ Cramer 25’ (aut.) Đurić 70’ Zimmermann |

| Arbitro: | Hilmes |

|                          |           |                                                                 |
| Schneider 42’ Sugzda 88’ | Marcatori | 20’ (aut.) Penzel 58’ Gütschow 61’ Hecker 74’ Fuchs 84’ Meißner |

## Statistiche

### Statistiche di squadra
| Competizione      | Punti | In casa | In casa | In casa | In casa | In casa | In casa | In trasferta | In trasferta | In trasferta | In trasferta | In trasferta | In trasferta | Totale | Totale | Totale | Totale | Totale | Totale | DR |
| Competizione      | Punti | G       | V       | N       | P       | Gf      | Gs      | G            | V            | N            | P            | Gf           | Gs           | G      | V      | N      | P      | Gf     | Gs     | DR |
| ----------------- | ----- | ------- | ------- | ------- | ------- | ------- | ------- | ------------ | ------------ | ------------ | ------------ | ------------ | ------------ | ------ | ------ | ------ | ------ | ------ | ------ | -- |
| 2. Bundesliga     | 48    | 17      | 10      | 4       | 3       | 33      | 21      | 17           | 3            | 5            | 9            | 16           | 33           | 34     | 13     | 9      | 12     | 49     | 54     | -5 |
| Coppa di Germania | -     | 1       | 0       | 0       | 1       | 2       | 5       | 1            | 1            | 0            | 0            | 3            | 1            | 2      | 1      | 0      | 1      | 5      | 6      | -1 |
| Totale            | 48    | 18      | 10      | 4       | 4       | 35      | 26      | 18           | 4            | 5            | 9            | 19           | 34           | 36     | 14     | 9      | 13     | 54     | 60     | -6 |

### Andamento in campionato
| Giornata  | 1 | 2 | 3 | 4 | 5 | 6 | 7 | 8 | 9  | 10 | 11 | 12 | 13 | 14 | 15 | 16 | 17 | 18 | 19 | 20 | 21 | 22 | 23 | 24 | 25 | 26 | 27 | 28 | 29 | 30 | 31 | 32 | 33 | 34 |
| --------- | - | - | - | - | - | - | - | - | -- | -- | -- | -- | -- | -- | -- | -- | -- | -- | -- | -- | -- | -- | -- | -- | -- | -- | -- | -- | -- | -- | -- | -- | -- | -- |
| Luogo     | C | T | C | T | C | T | C | T | T  | C  | T  | C  | T  | C  | T  | C  | T  | T  | C  | T  | C  | T  | C  | T  | C  | C  | T  | C  | T  | C  | T  | C  | T  | C  |
| Risultato | V | N | P | V | V | N | N | P | P  | V  | V  | V  | P  | P  | N  | V  | P  | P  | N  | V  | V  | P  | N  | N  | V  | N  | P  | V  | P  | P  | N  | V  | P  | V  |
| Posizione | 1 | 2 | 9 | 5 | 3 | 2 | 5 | 8 | 10 | 9  | 7  | 4  | 6  | 7  | 8  | 7  | 8  | 8  | 8  | 6  | 7  | 7  | 6  | 7  | 6  | 5  | 7  | 5  | 5  | 6  | 7  | 6  | 7  | 6  |

Legenda:

Luogo: C = Casa; T = Trasferta. Risultato: V = Vittoria; N = Pareggio; P = Sconfitta.

### Statistiche dei giocatori
| Giocatore     | 2. Bundesliga | 2. Bundesliga | 2. Bundesliga | 2. Bundesliga | Coppa di Germania | Coppa di Germania | Coppa di Germania | Coppa di Germania | Totale   | Totale | Totale      | Totale     |
| Giocatore     | Presenze      | Reti          | Ammonizioni   | Espulsioni    | Presenze          | Reti              | Ammonizioni       | Espulsioni        | Presenze | Reti   | Ammonizioni | Espulsioni |
| ------------- | ------------- | ------------- | ------------- | ------------- | ----------------- | ----------------- | ----------------- | ----------------- | -------- | ------ | ----------- | ---------- |
| D. Bach       | 4             | 0             | 0             | 0             | 1                 | 0                 | 0                 | 0                 | 5        | 0      | 0           | 0          |
| T. Bennert    | 17            | 1             | 1             | 0             | 0                 | 0                 | 0                 | 0                 | 17       | 1      | 1           | 0          |
| B. Bliss      | 17            | 1             | 3             | 0             | 2                 | 0                 | 0                 | 0                 | 19       | 1      | 3           | 0          |
| H. Cramer     | 14            | 2             | 2             | 0             | 1                 | 1                 | 1                 | 0                 | 15       | 3      | 3           | 0          |
| R. Deffke     | 12            | 0             | 1             | 0             | 0                 | 0                 | 0                 | 0                 | 12       | 0      | 1           | 0          |
| R. Enke       | 3             | 0             | 0             | 0             | 0                 | 0                 | 0                 | 0                 | 3        | 0      | 0           | 0          |
| F. Eschler    | 4             | 0             | 1             | 0             | 0                 | 0                 | 0                 | 0                 | 4        | 0      | 1           | 0          |
| C. Hauser     | 2             | 0             | 0             | 0             | 0                 | 0                 | 0                 | 0                 | 2        | 0      | 0           | 0          |
| D. Hempel     | 2             | 0             | 1             | 0             | 2                 | 0                 | 1                 | 0                 | 4        | 0      | 2           | 0          |
| O. Holetschek | 32            | 5             | 9             | 0             | 2                 | 0                 | 0                 | 0                 | 34       | 5      | 9           | 0          |
| K. Hutwelker  | 22            | 8             | 6             | 0             | 1                 | 0                 | 0                 | 0                 | 23       | 8      | 6           | 0          |
| M. Kämpfe     | 6             | 1             | 0             | 0             | 0                 | 0                 | 0                 | 0                 | 6        | 1      | 0           | 0          |
| J. König      | 28            | 1             | 5             | 2             | 1                 | 0                 | 0                 | 0                 | 29       | 1      | 5           | 2          |
| M. Nedić      | 29            | 2             | 6             | 2             | 1                 | 0                 | 0                 | 0                 | 30       | 2      | 6           | 2          |
| M. Neumann    | 31            | 0             | 1             | 0             | 2                 | 0                 | 0                 | 0                 | 33       | 0      | 1           | 0          |
| T. Nowacki    | 0             | 0             | 0             | 0             | 0                 | 0                 | 0                 | 0                 | 0        | 0      | 0           | 0          |
| J. Penzel     | 15            | 0             | 0             | 0             | 1                 | 0                 | 0                 | 0                 | 16       | 0      | 0           | 0          |
| D. Raičković  | 30            | 2             | 8             | 1             | 2                 | 0                 | 0                 | 0                 | 32       | 2      | 8           | 1          |
| M. Röser      | 21            | 0             | 4             | 0             | 2                 | 0                 | 0                 | 0                 | 23       | 0      | 4           | 0          |
| M. Sadlo      | 1             | 0             | 0             | 0             | 0                 | 0                 | 0                 | 0                 | 1        | 0      | 0           | 0          |
| B. Schneider  | 33            | 6             | 4             | 0             | 2                 | 1                 | 0                 | 0                 | 35       | 7      | 4           | 0          |
| G. Sugzda     | 13            | 0             | 1             | 0             | 2                 | 1                 | 0                 | 0                 | 15       | 1      | 1           | 0          |
| C. Sänger     | 32            | 0             | 3             | 0             | 2                 | 0                 | 0                 | 0                 | 34       | 0      | 3           | 0          |
| T. Vogel      | 10            | 0             | 3             | 1             | 2                 | 0                 | 0                 | 0                 | 12       | 0      | 3           | 1          |
| H. Weber      | 22            | 6             | 3             | 3             | 0                 | 0                 | 0                 | 0                 | 22       | 6      | 3           | 3          |
| J. Weißgärber | 0             | 0             | 0             | 0             | 0                 | 0                 | 0                 | 0                 | 0        | 0      | 0           | 0          |
| M. Wentzel    | 6             | 0             | 1             | 0             | 0                 | 0                 | 0                 | 0                 | 6        | 0      | 1           | 0          |
| T. Ziegner    | 7             | 0             | 1             | 0             | 0                 | 0                 | 0                 | 0                 | 7        | 0      | 1           | 0          |
| M. Zimmerling | 15            | 3             | 0             | 1             | 1                 | 0                 | 0                 | 0                 | 16       | 3      | 0           | 1          |
| M. Zimmermann | 31            | 10            | 0             | 0             | 1                 | 1                 | 0                 | 0                 | 32       | 11     | 0           | 0          |